# Atlas (matematyka)
Atlas – kolekcja map, przypisanych pewnej rozmaitości, taka że każdemu podzbiorowi rozmaitości przypisana jest jakaś mapa (zwanej też: mapą współrzędnych lub lokalnym układem współrzędnych). Istnieje wiele możliwych atlasów, jakie można utworzyć dla danej rozmaitości. Atlas opisuje sposób, w jaki rozmaitość jest wyposażona w strukturę różniczkową.

## Definicja mapy

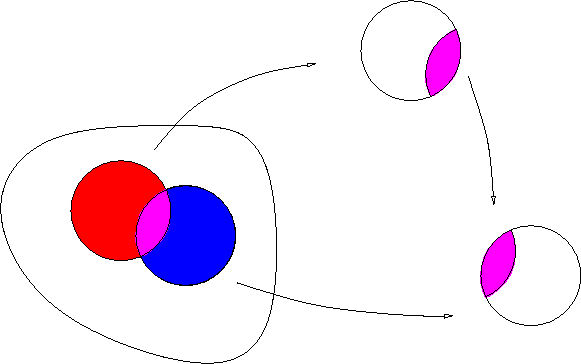
Przedstawienie dwóch zgodnych map na rozmaitości wraz z przekształceniem przejścia. Zbiór zaznaczono na czerwono, na niebiesko, a ich część wspólną na fioletowo; przekształcenie przejścia (strzałka po prawej) jest zdefiniowane jako złożenie (to górna strzałka) oraz (dolna strzałka).

Niech dana będzie rozmaitość {\displaystyle M} o wymiarze {\displaystyle n.} Niech {\displaystyle U} będzie otwartym podzbiorem {\displaystyle M.}
Mapą na rozmaitości {\displaystyle M} w otoczeniu {\displaystyle U} nazywa się parę {\displaystyle (U,\varphi ),} gdzie
{\displaystyle \varphi \colon U\to V}
jest homeomorfizmem na pewien otwarty podzbiór {\displaystyle V} przestrzeni {\displaystyle \mathbb {R} ^{n}.}

## Sklejanie map (przekształcenie przejścia)
Dla dwóch map {\displaystyle (U_{\alpha },\varphi _{\alpha })} i {\displaystyle (U_{\beta },\varphi _{\beta })} na {\displaystyle M} o tej własności, że zbiór
{\displaystyle U_{\alpha ,\beta }:=U_{\alpha }\cap U_{\beta }}
jest niepusty, definiuje się przekształcenie przejścia („sklejenie”)
{\displaystyle \varphi _{\alpha ,\beta }\colon \varphi _{\alpha }(U_{\alpha ,\beta })\to \varphi _{\beta }(U_{\alpha ,\beta })}
dane wzorem:
{\displaystyle \varphi _{\alpha ,\beta }=\varphi _{\beta }\circ \varphi _{\alpha }^{-1}.}
Przekształcenia {\displaystyle \varphi _{\alpha }} i {\displaystyle \varphi _{\beta }} są homeomorfizmami, więc ich przekształcenia przejścia są również homeomorfizmami. W ten sposób przekształcenia przejścia również są wyposażone w pewien rodzaj zgodności w tym sensie, iż przejście od układu współrzędnych zadanego jedną z map do układu współrzędnych zadanego na drugiej jest ciągłe.

## Zgodność gładka map
Dwie nakładające się mapy {\displaystyle (U_{\alpha },\varphi _{\alpha })} oraz {\displaystyle (U_{\beta },\varphi _{\beta })} nazywa się zgodnymi w sposób gładki, jeśli przekształcenie przejścia między nimi jest nieskończenie wiele razy różniczkowalne.

## Definicja atlasu
Zbiór {\displaystyle {\mathcal {A}}={\big \{}(U_{\alpha },\varphi _{\alpha }){\big \}}} map na {\displaystyle M,} które stanowią pokrycie zbioru {\displaystyle M,} tj. {\displaystyle \bigcup U_{\alpha }=M,} nazywany jest atlasem rozmaitości {\displaystyle M.}
Jeśli przeciwdziedziny wszystkich map są {\displaystyle n}-wymiarowymi przestrzeniami euklidesowymi o tym samym wymiarze {\displaystyle n,} to o rozmaitości {\displaystyle M} mówimy, że jest rozmaitością {\displaystyle n}-wymiarową.

## Własność atlasu
Każdy podzbiór przestrzeni euklidesowej ma atlas przeliczalny (twierdzenie Lindelöfa).

## Atlas gładki. Atlasy zgodne. Atlas maksymalny.
1) Atlasem gładkim na {\displaystyle M} nazywa się atlas, dla którego żąda się dodatkowo, by dla dowolnych dwóch nakładających się map na {\displaystyle M} przekształcenie przejścia między nimi było zgodne w sposób gładki.
2) Atlasy {\displaystyle {\mathcal {A}}} oraz {\displaystyle {\mathcal {B}}} na {\displaystyle M} nazywa się zgodnymi w sposób gładki, jeśli wszystkie mapy z {\displaystyle {\mathcal {A}},} które nakładają się na mapy z {\displaystyle {\mathcal {B}},} są zgodne w sposób gładki.
3) Atlas {\displaystyle {\mathcal {A}}\cup {\mathcal {B}}} utworzony z atlasów {\displaystyle {\mathcal {A}}} oraz {\displaystyle {\mathcal {B}}} zgodnych w sposób gładki również jest atlasem gładkim na {\displaystyle M.}
4) Atlasem maksymalnym nazywa się relację równoważności atlasów zgodnych w sposób gładki.
5) Rozmaitości {\displaystyle M} wraz z atlasem maksymalnym nazywa się rozmaitością o gładkiej strukturze.
Istnieją przykłady rozmaitości topologicznych wyższych wymiarów mające wiele różnych struktur gładkich. Jednym z pierwszych przykładów było odkrycie Johna Milnora sfery egzotycznej – 7-rozmaitości homeomorficznej, lecz nie dyfeomorficznej z 7-sferą.
W ogólności działanie na atlasach maksymalnych rozmaitości jest niewygodne; do pracy wystarczy wybrać jeden atlas gładki. Atlasy maksymalne potrzebne są do jednoznacznego zdefiniowania przekształceń gładkich z jednej rozmaitości w drugą.

## Struktura niegładka i analityczna
Wymagania różniczkowalności funkcji przejścia można osłabić, wymagając jedynie, by były one różniczkowalne w sposób ciągły tylko {\displaystyle k}-krotnie; można jest także wzmocnić, aby były analityczne (w sensie rzeczywistym). Daje to odpowiednio strukturę Ck lub strukturę analityczną na rozmaitości zamiast struktury gładkiej.
Podobnie definiuje się struktury różniczkowe na rozmaitości zespolonej, wymagając, by przekształcenia przejścia były holomorficzne.